# Jules Delamarre
Jules Delamarre (* 9. April 1867 in Provins; † 17. Dezember 1909 in Paris) war ein französischer Epigraphiker.
Delamarre studierte an der École pratique des hautes études in Paris. Ab 1893 war er ordentliches Mitglied der Association pour l’encouragement des études grecques en France. Er unternahm ausgedehnte Forschungsreisen nach Griechenland, insbesondere auf die Inseln Amorgos und Santorin, wo er zahlreiche Kunstdenkmäler und Inschriften entdeckte. Seine historischen und archäologischen Studien veröffentlichte er hauptsächlich in der Revue de philologie, de littérature et d’histoire anciennes.
Delamarre erstellte eine Sammlung aller Inschriften von Amorgos, die erstmals 1896 erschien und 1908 von der Association mit dem Prix Zographos ausgezeichnet wurde. Durch die Vermittlung von Ulrich von Wilamowitz-Moellendorff bearbeitete Delamarre die Inschriften erneut für das Akademieprojekt Inscriptiones Graecae. Da er zwischenzeitlich tödlich erkrankt war, schloss Friedrich Hiller von Gaertringen die Sammlung mit einem Index ab.

## Schriften (Auswahl)
- Decrets religieux d’Arkesine. In: Revue des études grecques. Band 16 (1903), S. 154–172
- Inscriptiones Amorgi et insularum vicinarum. Berlin 1908. Nachdruck Berlin 1967 (IG 12,7)

| Personendaten    | Personendaten              |
| ---------------- | -------------------------- |
| NAME             | Delamarre, Jules           |
| KURZBESCHREIBUNG | französischer Epigraphiker |
| GEBURTSDATUM     | 9. April 1867              |
| GEBURTSORT       | Provins                    |
| STERBEDATUM      | 17. Dezember 1909          |
| STERBEORT        | Paris                      |